# Ninety-nine Novels
Ninety-nine Novels: The Best in English since 1939 — A Personal Choice è un saggio di Anthony Burgess del 1984. 
Il libro contiene la scelta personale di Burgess dei migliori libri in lingua inglese, e copre gli anni tra il 1939 e il 1983. Burgess era un avido lettore, e inizio carriera recensì circa 350 romanzi in poco più di due anni per il Yorkshire Post. Nel corso della sua carriera di scrittore, completò oltre 30 romanzi.

## Opere per anno di pubblicazione

### Anni 1930
- 1939 - Henry Green - Party Going
- 1939 - Aldous Huxley - Dopo molte estati (After Many a Summer)
- 1939 - James Joyce - Finnegans Wake
- 1939 - Flann O'Brien - Una pinta d'inchiostro irlandese (At Swim-Two-Birds)

### Anni 1940
- 1940 - Graham Greene - Il potere e la gloria (The Power and the Glory)
- 1940 - Ernest Hemingway - Per chi suona la campana (For Whom the Bell Tolls)
- 1940 - Charles Percy Snow - Strangers and Brothers
- 1941 - Rex Warner - The Aerodrome
- 1944 - Joyce Cary - The Horse's Mouth
- 1944 - William Somerset Maugham - Il filo del rasoio (The Razor's Edge)
- 1945 - Evelyn Waugh - Ritorno a Brideshead (Brideshead Revisited)
- 1946 - Mervyn Peake - Tito di Gormenghast (Titus Groan)
- 1947 - Saul Bellow - La vittima (The Victim)
- 1947 - Malcolm Lowry - Sotto il vulcano (Under the Volcano)
- 1949 - Elizabeth Bowen - Nel cuore del giorno (The Heat of the Day)
- 1948 - Graham Greene - Il nocciolo della questione (The Heart of the Matter)
- 1948 - Aldous Huxley - La scimmia e l'essenza (Ape and Essence)
- 1948 - Nevil Shute - Viaggio indimenticabile (No Highway)
- 1948 - Norman Mailer - Il nudo e il morto (The Naked and the Dead)
- 1949 - George Orwell - 1984 (Nineteen Eighty-Four)
- 1949 - William Sansom - The Body

### Anni 1950
- 1950 - William Cooper - Scenes from Provincial Life
- 1950 - Budd Schulberg - The Disenchanted
- 1951 - Anthony Powell - A Dance to the Music of Time
- 1951 - J.D. Salinger - Il giovane Holden (The Catcher in the Rye)
- 1951 - Henry Williamson - A Chronicle of Ancient Sunlight
- 1951 - Herman Wouk - The Caine Mutiny
- 1952 - Ralph Waldo Ellison - Uomo invisibile (Invisible Man)
- 1952 - Ernest Hemingway - Il vecchio e il mare (The Old Man and the Sea)
- 1952 - Mary McCarthy - I boschetti di Academe (The Groves of Academe)
- 1952 - Flannery O'Connor - La saggezza nel sangue (Wise Blood)
- 1952 - Evelyn Waugh - Sword of Honor
- 1953 - Raymond Chandler - Il lungo addio (The Long Goodbye)
- 1954 - Kingsley Amis - Jim il fortunato (Lucky Jim)
- 1957 - John Braine - Room at the Top
- 1957 - Lawrence Durrell - The Alexandria Quartet
- 1957 - Colin MacInnes - The London Novels
- 1957 - Bernard Malamud - Il commesso (The Assistant)
- 1958 - Iris Murdoch - La campana (The Bell)
- 1958 - Alan Sillitoe - Sabato sera, domenica mattina (Saturday Night and Sunday Morning)
- 1958 - Terence Hanbury White - Re in eterno (The Once and Future King)
- 1959 - William Faulkner - Il palazzo: romanzo della famiglia Snopes (The Mansion)
- 1959 - Ian Fleming - Missione Goldfinger (Goldfinger)

### Anni 1960
- 1960 - L. P. Hartley - Giustizia facciale (Facial Justice)
- 1960 - Olivia Manning - The Balkan Trilogy
- 1961 - Ivy Compton-Burnett - I grandi e la loro rovina (The Mighty and Their Fall)
- 1961 - Joseph Heller -  Comma 22 (Catch-22)
- 1961 - Richard Hughes - The Fox in the Attic
- 1961 - Patrick White - Passeggeri nel carro (Riders in the Chariot)
- 1961 - Angus Wilson - The Old Men at the Zoo
- 1962 - James Baldwin - Un altro mondo (Another Country)
- 1962 - Aldous Huxley - L'isola
- 1962 - Pamela Hansford Johnson - An Error of Judgement
- 1962 - Doris Lessing - Il taccuino d'oro (The Golden Notebook)
- 1962 - Vladimir Nabokov - Fuoco pallido (Pale Fire)
- 1963 - Muriel Spark - Le ragazze di pochi mezzi (The Girls of Slender Means)
- 1964 - William Golding - La guglia (The Spire)
- 1964 - Wilson Harris - Heartland
- 1964 - Christopher Isherwood - Un uomo solo (A Single Man)
- 1964 - Vladimir Nabokov - La difesa di Lužin (The Defense)
- 1964 - Angus Wilson - Late Call
- 1965 - John O'Hara - L'ossessione dei Lockwood (The Lockwood Concern)
- 1965 - Muriel Spark - La porta di Mandelbaum (The Mandelbaum Gate)
- 1966 - Chinua Achebe - A Man of the People
- 1966 - Kingsley Amis - La Lega Antimorte (The Anti-Death League)
- 1966 - John Barth - Giles ragazzo-capra (Giles Goat-Boy)
- 1966 - Nadine Gordimer - Il mondo tardoborghese (The Late Bourgeois World)
- 1966 - Walker Percy - The Last Gentleman
- 1967 - R. K. Narayan - Un matrimonio indiano (The Vendor of Sweets)
- 1968 - John Boynton Priestley - The Image Men
- 1968 - Mordecai Richler - Cocksure
- 1968 - Keith Roberts - Pavane
- 1969 - John Fowles - La donna del tenente francese (The French Lieutenant's Woman)
- 1969 - Philip Roth - Lamento di Portnoy (Portnoy's Complaint)

### Anni 1970
- 1970 - Len Deighton - L'incursione (Bomber)
- 1973 - Michael Frayn - Sweet Dreams
- 1973 - Thomas Pynchon - L'arcobaleno della gravità (Gravity's Rainbow)
- 1975 - Saul Bellow - Il dono di Humboldt (Humboldt's Gift)
- 1975 - Malcolm Bradbury - The History Man
- 1976 - Robert Nye - Falstaff
- 1977 - Erica Jong - Come salvarsi la vita (How to Save Your Own Life)
- 1977 - James Plunkett - Farewell Companions
- 1977 - Paul Scott - Staying On
- 1978 - John Updike - Il colpo di stato (The Coup)
- 1979 - James Graham Ballard - L'allegra compagnia del sogno (The Unlimited Dream Company)
- 1979 - Bernard Malamud - Le vite di Dubin (Dubin's Lives)
- 1979 - Brian Moore - The Doctor's Wife
- 1979 - V. S. Naipaul - Alla curva del fiume (A Bend in the River)
- 1979 - William Styron - La scelta di Sophie (Sophie's Choice)

### Anni 1980
- 1980 - Brian Aldiss - Life in the West
- 1980 - Russell Hoban - Riddley Walker
- 1980 - David Lodge - Quante volte figliolo? (How Far Can You Go?)
- 1980 - John Kennedy Toole - Una banda di idioti (A Confederacy of Dunces)
- 1981 - Alasdair Gray - Lanark
- 1981 - Alexander Theroux - Darconville's Cat
- 1981 - Paul Theroux - Costa delle zanzare (The Mosquito Coast)
- 1981 - Gore Vidal - Creazione (Creation)
- 1982 - Robertson Davies - The Rebel Angels
- 1983 - Norman Mailer - Antiche sere (Ancient Evenings)